# Taeniolina scripta
Taeniolina scripta är en svampart som först beskrevs av Petter Adolf Karsten, och fick sitt nu gällande namn av P.M. Kirk 1981. Taeniolina scripta ingår i släktet Taeniolina, divisionen sporsäcksvampar och riket svampar.   Inga underarter finns listade i Catalogue of Life.